# Rhabdoblatta geminata
Rhabdoblatta geminata är en kackerlacksart som först beskrevs av Brunner von Wattenwyl 1898.  Rhabdoblatta geminata ingår i släktet Rhabdoblatta och familjen jättekackerlackor. Inga underarter finns listade i Catalogue of Life.